# Немежиков Тарас Миколайович
Тарас Миколайович Немежиков (квітень 1914, улус Сокочуль Єнісейської губернії, тепер Красноярського краю, Російська Федерація — 1960, місто Красноярськ, Російська Федерація) — радянський діяч, 1-й секретар Хакаського обласного комітету ВКП(б), голова Хакаського облвиконкому. Депутат Верховної ради СРСР 2—3-го скликань. Кандидат історичних наук.

## Біографія
Народився в бідній селянській родині.
У 1932 році закінчив два курси Абаканського педагогічного училища.
З 1932 року — інспектор районного фінансового відділу, статистик Ширинського районного відділу народної освіти Хакаської автономної області.
У 1934 році закінчив курси вчителів історії Барнаульського вчительського інституту.
З 1934 року працював вчителем в Саралінському (Орджонікідзевському) районі Хакаської автономної області.
Член ВКП(б).
У 1940 році закінчив Красноярські курси удосконалення політичного складу запасу.
З 1940 року — секретар Хакаського обласного комітету ВЛКСМ з пропаганди та агітації; 1-й секретар Хакаського обласного комітету ВЛКСМ.
У 1943 — 19 травня 1948 року — голова виконавчого комітету Хакаської обласної ради депутатів трудящих.
У травні 1948 — 1952 року — 1-й секретар Хакаського обласного комітету ВКП(б).
Помер у 1960 році в Красноярську.

## Нагороди
- два ордени Леніна
- ордени
- медалі